# Copa Libertadores 1977
Die Copa Libertadores 1977 war die 18. Auflage des wichtigsten südamerikanischen Fußballwettbewerbs für Vereinsmannschaften. 21 Mannschaften nahmen teil. Es nahmen jeweils die Landesmeister der CONMEBOL-Länder und die Zweiten teil. Das Teilnehmerfeld komplettierte Titelverteidiger Cruzeiro EC. Das Turnier begann am 9. März und endete am 14. September 1977 mit dem Final-Entscheidungsspiel. Der argentinische Vertreter Boca Juniors gewann das Finale gegen Cruzeiro und zum ersten Mal die Copa Libertadores.

## 1. Gruppenphase

### Gruppe 1
| Pl. | Verein             | Sp. | S | U | N | Tore    | Diff. | Punkte |
| --- | ------------------ | --- | - | - | - | ------- | ----- | ------ |
| 1.  | Boca Juniors       | 6   | 4 | 2 | 0 | 005:000 | +5    | 10     |
| 2.  | River Plate        | 6   | 1 | 4 | 1 | 005:500 | ±0    | 06     |
| 3.  | Defensor Sporting  | 6   | 1 | 3 | 2 | 005:700 | −2    | 05     |
| 4.  | Peñarol Montevideo | 6   | 1 | 1 | 4 | 007:100 | −3    | 03     |

|                    |   |                    | Hinspiel | Rückspiel |
| ------------------ | - | ------------------ | -------- | --------- |
| Boca Juniors       | - | River Plate        | 1:0      | 0:0       |
| Peñarol Montevideo | - | Defensor Sporting  | 0:2      | 4:2       |
| River Plate        | - | Peñarol Montevideo | 2:1      | 2:2       |
| Defensor Sporting  | - | Boca Juniors       | 0:0      | 0:2       |
| Peñarol Montevideo | - | Boca Juniors       | 0:1      | 0:1       |
| River Plate        | - | Defensor Sporting  | 1:1      | 0:0       |

### Gruppe 2
| Pl. | Verein            | Sp. | S | U | N | Tore    | Diff. | Punkte |
| --- | ----------------- | --- | - | - | - | ------- | ----- | ------ |
| 1.  | Deportivo Cali    | 6   | 4 | 0 | 2 | 012:500 | +7    | 08     |
| 2.  | Club Bolívar      | 6   | 3 | 1 | 2 | 007:400 | +3    | 07     |
| 3.  | Oriente Petrolero | 6   | 2 | 1 | 3 | 006:700 | −1    | 05     |
| 4.  | Atlético Nacional | 6   | 2 | 0 | 4 | 005:140 | −9    | 04     |

|                   |   |                   | Hinspiel | Rückspiel |
| ----------------- | - | ----------------- | -------- | --------- |
| Club Bolívar      | - | Oriente Petrolero | 1:0      | 0:0       |
| Atlético Nacional | - | Deportivo Cali    | 0:3      | 1:3       |
| Club Bolívar      | - | Deportivo Cali    | 3:0      | 0:3       |
| Oriente Petrolero | - | Atlético Nacional | 4:0      | 1:3       |
| Club Bolívar      | - | Atlético Nacional | 3:0      | 0:1       |
| Oriente Petrolero | - | Deportivo Cali    | 1:0      | 0:3       |

### Gruppe 3
| Pl. | Verein           | Sp. | S | U | N | Tore    | Diff. | Punkte |
| --- | ---------------- | --- | - | - | - | ------- | ----- | ------ |
| 1.  | SC Internacional | 6   | 4 | 1 | 1 | 009:400 | +5    | 09     |
| 2.  | CD El Nacional   | 6   | 3 | 1 | 2 | 006:600 | ±0    | 07     |
| 3.  | SC Corinthians   | 6   | 2 | 1 | 3 | 010:600 | +4    | 05     |
| 4.  | Deportivo Cuenca | 6   | 1 | 1 | 4 | 003:120 | −9    | 03     |

|                       |   |                       | Hinspiel | Rückspiel |
| --------------------- | - | --------------------- | -------- | --------- |
| CD El Nacional        | - | Deportivo Cuenca      | 0:0      | 2:0       |
| Corinthians São Paulo | - | SC Internacional      | 1:1      | 0:1       |
| CD El Nacional        | - | Corinthians São Paulo | 2:1      | 0:3       |
| Deportivo Cuenca      | - | SC Internacional      | 0:2      | 1:3       |
| Deportivo Cuenca      | - | Corinthians São Paulo | 2:1      | 0:4       |
| CD El Nacional        | - | SC Internacional      | 2:0      | 0:2       |

### Gruppe 4
| Pl. | Verein                  | Sp. | S | U | N | Tore    | Diff. | Punkte |
| --- | ----------------------- | --- | - | - | - | ------- | ----- | ------ |
| 1.  | Club Libertad           | 6   | 3 | 2 | 1 | 010:500 | +5    | 08     |
| 2.  | CF Universidad de Chile | 6   | 3 | 0 | 3 | 003:600 | −3    | 06     |
| 3.  | Everton de Viña del Mar | 6   | 2 | 1 | 3 | 007:800 | −1    | 05     |
| 4.  | Club Olimpia            | 6   | 1 | 3 | 2 | 005:600 | −1    | 05     |

|                         |   |                      | Hinspiel | Rückspiel |
| ----------------------- | - | -------------------- | -------- | --------- |
| Everton de Viña del Mar | - | Universidad de Chile | 2:0      | 0:1       |
| Club Libertad           | - | Club Olimpia         | 2:2      | 0:0       |
| Universidad de Chile    | - | Club Libertad        | 1:0      | 0:3       |
| Universidad de Chile    | - | Club Olimpia         | 1:0      | 0:1       |
| Everton de Viña del Mar | - | Club Libertad        | 1:3      | 1:2       |
| Everton de Viña del Mar | - | Club Olimpia         | 1:0      | 2:2       |

### Gruppe 5
| Pl. | Verein                | Sp. | S | U | N | Tore    | Diff. | Punkte |
| --- | --------------------- | --- | - | - | - | ------- | ----- | ------ |
| 1.  | Portuguesa FC         | 6   | 4 | 2 | 0 | 010:200 | +8    | 10     |
| 2.  | Unión Huaral          | 6   | 2 | 2 | 2 | 005:600 | −1    | 06     |
| 3.  | Estudiantes de Mérida | 6   | 3 | 0 | 3 | 006:800 | −2    | 06     |
| 4.  | Sport Boys            | 6   | 0 | 2 | 4 | 003:800 | −5    | 02     |

|                       |   |                       | Hinspiel | Rückspiel |
| --------------------- | - | --------------------- | -------- | --------- |
| Unión Huaral          | - | Sport Boys            | 1:0      | 1:1       |
| Estudiantes de Mérida | - | Portuguesa FC         | 0:2      | 0:3       |
| Unión Huaral          | - | Portuguesa FC         | 1:1      | 0:2       |
| Sport Boys            | - | Portuguesa FC         | 1:2      | 0:0       |
| Estudiantes de Mérida | - | Unión Huaral          | 1:0      | 1:2       |
| Sport Boys            | - | Estudiantes de Mérida | 1:3      | 0:1       |

## 2. Gruppenphase

### Gruppe 1
| Pl. | Verein         | Sp. | S | U | N | Tore    | Diff. | Punkte |
| --- | -------------- | --- | - | - | - | ------- | ----- | ------ |
| 1.  | Boca Juniors   | 4   | 2 | 2 | 0 | 004:200 | +2    | 06     |
| 2.  | Deportivo Cali | 4   | 0 | 3 | 1 | 003:400 | −1    | 03     |
| 3.  | Club Libertad  | 4   | 1 | 1 | 2 | 002:300 | −1    | 03     |

|                |   |               | Hinspiel | Rückspiel |
| -------------- | - | ------------- | -------- | --------- |
| Boca Juniors   | - | Club Libertad | 1:0      | 1:0       |
| Deportivo Cali | - | Club Libertad | 0:0      | 1:2       |
| Deportivo Cali | - | Boca Juniors  | 1:1      | 1:1       |

### Gruppe 2
| Pl. | Verein           | Sp. | S | U | N | Tore    | Diff. | Punkte |
| --- | ---------------- | --- | - | - | - | ------- | ----- | ------ |
| 1.  | Cruzeiro EC      | 4   | 3 | 1 | 0 | 007:100 | +6    | 07     |
| 2.  | SC Internacional | 4   | 1 | 1 | 2 | 002:500 | −3    | 03     |
| 3.  | Portuguesa FC    | 4   | 1 | 0 | 3 | 005:800 | −3    | 02     |

|                  |   |                  | Hinspiel | Rückspiel |
| ---------------- | - | ---------------- | -------- | --------- |
| SC Internacional | - | Cruzeiro EC      | 0:1      | 0:0       |
| Portuguesa FC    | - | SC Internacional | 3:0      | 1:2       |
| Portuguesa FC    | - | Cruzeiro EC      | 0:4      | 1:2       |

## Finale

### Hinspiel
| Boca Juniors                                                            | Boca Juniors | Cruzeiro EC | Cruzeiro EC |
| ----------------------------------------------------------------------- | --- | --- | ----------- |
| Boca Juniors                                                            | \| 6. September 1977 in Buenos Aires, Argentinien (Estadio Camilo Cichero) \| \| Ergebnis: 1:0 (1:0) \| \| Zuschauer: 60.000 \| \| Schiedsrichter: Roque Cerullo ( Uruguay) \|                                                            | \| 6. September 1977 in Buenos Aires, Argentinien (Estadio Camilo Cichero) \| \| Ergebnis: 1:0 (1:0) \| \| Zuschauer: 60.000 \| \| Schiedsrichter: Roque Cerullo ( Uruguay) \| | Cruzeiro EC |
| Boca Juniors                                                            | Hugo Gatti – Vicente Pernía, Francisco Sá (José Tesare), Roberto Mouzo, Alberto Tarantini, Carlos Veglio, Rubén Suñé, Mario Zanabria, Ernesto Mastrángelo, Daniel Pavón (Héctor Bernabitti), Luis Felman Cheftrainer: Juan Carlos Lorenzo | Raul Plassmann – Nelinho, Darci Menezes, Morais, Vanderley Lázaro, Zé Carlos, Eduardo Amorim, Ely Carlos, Ely Mendes, Neca, Joãozinho Cheftrainer: Zezé Moreira                | Cruzeiro EC |
| Boca Juniors                                                            | 1:0 Carlos Veglio (3.) | | Cruzeiro EC |
| 6. September 1977 in Buenos Aires, Argentinien (Estadio Camilo Cichero) | | |             |
| Ergebnis: 1:0 (1:0)                                                     | | |             |
| Zuschauer: 60.000                                                       | | |             |
| Schiedsrichter: Roque Cerullo ( Uruguay)                                | | |             |

### Rückspiel
| Cruzeiro EC                                                | Cruzeiro EC | Boca Juniors | Boca Juniors |
| ---------------------------------------------------------- | --- | --- | ------------ |
| Cruzeiro EC                                                | \| 11. September 1977 in Belo Horizonte, Brasilien (Mineirão) \| \| Ergebnis: 1:0 (0:0) \| \| Zuschauer: 80.000 \| \| Schiedsrichter: César Orozco ( Peru) \|           | \| 11. September 1977 in Belo Horizonte, Brasilien (Mineirão) \| \| Ergebnis: 1:0 (0:0) \| \| Zuschauer: 80.000 \| \| Schiedsrichter: César Orozco ( Peru) \|                                                                         | Boca Juniors |
| Cruzeiro EC                                                | Raul Plassmann – Nelinho, Morais, Darci Menezes, Vanderley Lázaro, Zé Carlos, Eduardo Amorim, Ely Carlos (Livio), Ely Mendes, Neca, Joãozinho Cheftrainer: Zezé Moreira | Hugo Gatti – Vicente Pernía, José Tesare, Roberto Mouzo, Alberto Tarantini, Jorge Ribolzi, Rubén Suñé, Mario Zanabria, Ernesto Mastrángelo, Carlos Veglio (Daniel Pavón), Luis Felman (Carlos Ortiz) Cheftrainer: Juan Carlos Lorenzo | Boca Juniors |
| Cruzeiro EC                                                | 1:0 Nelinho (76.) | | Boca Juniors |
| 11. September 1977 in Belo Horizonte, Brasilien (Mineirão) | | |              |
| Ergebnis: 1:0 (0:0)                                        | | |              |
| Zuschauer: 80.000                                          | | |              |
| Schiedsrichter: César Orozco ( Peru)                       | | |              |

### Entscheidungsspiel
| Boca Juniors                                                   | Boca Juniors | Cruzeiro EC | Cruzeiro EC |
| -------------------------------------------------------------- | --- | --- | ----------- |
| Boca Juniors                                                   | \| 14. September 1977 in Montevideo, Uruguay (Estadio Centenario) \| \| Ergebnis: 0:0 n. V., 5:4 i. E. \| \| Zuschauer: 90.000 \| \| Schiedsrichter: Vicente Llobregat ( Venezuela) \|                                                 | \| 14. September 1977 in Montevideo, Uruguay (Estadio Centenario) \| \| Ergebnis: 0:0 n. V., 5:4 i. E. \| \| Zuschauer: 90.000 \| \| Schiedsrichter: Vicente Llobregat ( Venezuela) \| | Cruzeiro EC |
| Boca Juniors                                                   | Hugo Gatti – Vicente Pernía, José Tesare, Roberto Mouzo, Alberto Tarantini, Jorge Benítez (Jorge Ribolzi) (Daniel Pavón), Rubén Suñé, Mario Zanabria, Ernesto Mastrángelo, Carlos Veglio, Luis Felman Cheftrainer: Juan Carlos Lorenzo | Raul Plassmann – Nelinho (Mariano), Morais, Darci Menezes, Vanderley Lázaro, Zé Carlos, Eduardo Amorim, Ely Carlos (Livio), Ely Mendes, Neca, Joãozinho Cheftrainer: Zezé Moreira      | Cruzeiro EC |
| Boca Juniors                                                   | Elfmeterschießen | | Cruzeiro EC |
| Boca Juniors                                                   | 1:0 Roberto Mouzo 2:1 José Tesare 3:2 Mario Zanabria 4:3 Vicente Pernía 5:4 Luis Felman | 1:1 Darcy Menezes 2:2 Neca 3:3 Morais 4:4 Livio Vanderley verschießt | Cruzeiro EC |
| 14. September 1977 in Montevideo, Uruguay (Estadio Centenario) | | |             |
| Ergebnis: 0:0 n. V., 5:4 i. E.                                 | | |             |
| Zuschauer: 90.000                                              | | |             |
| Schiedsrichter: Vicente Llobregat ( Venezuela)                 | | |             |